# وجهات النظر المسيحية حول التنجيم

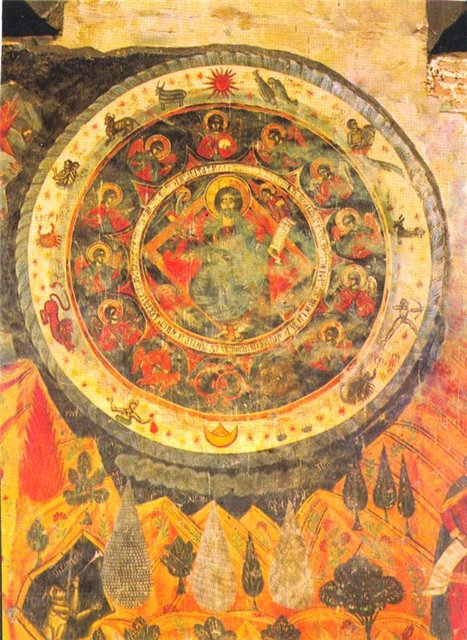
منمنمة من القرن السابع عشر في الكاتدرائية الأورثوذكسية في جورجيا تمثل يسوع بداخل دائرة البروج.

حصل التنجيم على دعم قليل في فترة المسيحية المبكرة، وتضاءل الدعم خلال العصور الوسطى. تزايد مجددًا في الغرب خلال عصر النهضة.

## العصور القديمة
اعتقد القديس أغسطينوس (354-430) أن حتمية التنجيم تتعارض مع المبادئ المسيحية التي تنص على إرادة الإنسان الحرة ومسؤوليته، وأن الله ليس سبب الشر، وأسس معارضته فلسفيًا أيضًا، مستشهدًا بفشل التنجيم في تفسير تصرف التوائم بشكل مختلف رغم الحبل بهما في نفس اللحظة وولادتهما في نفس الوقت تقريبًا.

## العصور الوسطى
كان أول كتاب تنجيم يُنشر في أوروبا هو Liber Planetis et Mundi Climatibus («كتاب الكواكب ومناطق العالم»)، الذي ظهر بين عامي 1010 و1027 ميلادي، ويُرجح أنه من تأليف غربرت من أوريلاك. ترجم أفلاطون التيفولي كتاب تيترابيبلوس لبطليموس من القرن الثاني عام 1138. اتبع اللاهوتي الدومينيكاني توما الأكويني أرسطو في اقتراحه أن النجوم تتحكم بالجسد «تحت القمري» الناقص، وحاول التوفيق بين التنجيم والمسيحية بالقول إن الرب يحكم الروح. يُقال إن عالم رياضيات القرن الثالث عشر كامبانوس النوفاري ابتكر نظام منازل فلكية يقسم خط السمت (دائرة البروج) إلى «منازل» هي أقواس متساوية، 30 درجة لكل منها، رغم استخدام هذا النظام سابقًا في الشرق. كتب عالم فلك القرن الثالث عشر غويدو بوناتي في كتاب Liber Astronomicus (الفلكي الحر)، الذي امتلك هنري السابع ملك إنجلترا في نهاية القرن الخامس عشر نسخة منه.
أشار الشاعر الإيطالي دانتي أليغييري في الفردوس، الجزء الأخير من الكوميديا الإلهية، إلى الكواكب الفلكية «بتفاصيل لا تُحصى»، رغم أنه كيّف التنجيم التقليدي ليناسب وجهة نظره المسيحية، فاستخدام مثلًا التفكير الفلكي في نبوءاته حول إصلاح العالم المسيحي.

### الاعتراضات
زعم إيزيدور الإشبيلي في القرن السابع، في كتابه إيتمولوجيا أن علم الفلك يصف حركات السماوات، بينما يتكون التنجيم من جزأين: أحدهما علمي، يصف حركات الشمس والقمر والنجوم، بينما يقدم الآخر التنبؤات، وهو خاطئ لاهوتيًا. في المقابل، عرّف جون غوير في القرن الرابع عشر التنجيم بأنه يقتصر أساسًا على التنبؤات. قُسّم تأثير النجوم بدوره إلى التنجيم الطبيعي، مثل التأثيرات على المد والجزر ونمو النباتات، والتنجيم القضائي، ذو التأثيرات المفترضة التي يمكن التنبؤ بها على الناس. ومع ذلك، أدرج الشكوكي نيكول أورسمه في القرن الرابع عشر علم الفلك كجزء من علم التنجيم في كتاب العرافة. زعم أورسمه بأن النهج القائمة للتنبؤ بأحداث مثل الأوبئة والحروب والطقس كانت غير صالحة، لكن كان هذا التنبؤ مجالًا صالحًا للتحري. ولكنه، هاجم استخدام التنجيم لاختيار توقيت الأعمال (ما يسمى الاستجواب والانتخاب) بأنه خاطئ تمامًا، ورفض تحديد النجوم لعمل الإنسان على أساس الإرادة الحرة. رفض الراهب لورنس بينون (1368-1449 تقريبًا) بالمثل جميع أشكال العرافة والحتمية، بما في ذلك النجوم، في كتابه معاداة التخمينات لعام 1411. كان في ذلك معارضةً للتقاليد التي مارسها الفلكي العربي أبو معشر البلخي (787-886) الذي زعم في كتابه مقدمة في علم التنجيم والاتصالات الكبير أن النجوم تحدد كل من الأفعال الفردية والتاريخية الأوسع نطاقًا.

### عصر النهضة
مارس علماء عصر النهضة التنجيم غالبًا لدفع ثمن أبحاثهم في مواضيع أخرى. قرأ جيرولامو كاردانو طالع الملك إدوارد السادس ملك إنجلترا، وكان جون دي المنجم الشخصي للملكة إليزابيث الأولى ملكة إنجلترا. دفعت كاترين دي ميديشي لميشيل نوستراداموس عام 1566 للتحقق من نبوءة وفاة زوجها الملك هنري الثاني ملك فرنسا التي قالها لها المنجم لوكوس غوريكوس. شمل الفلكيون الرئيسيون الذين عملوا كمنجمين للبلاط تيخو براهي في البلاط الملكي الدنماركي، ويوهانس كيبلر لآل هابسبورغ وغاليليو غاليلي لآل ميديشي. أُحرق الفلكي والمنجم الروحي جيوردانو برونو على الوتد بتهمة الهرقطة في روما عام 1600.
كانت التقاويم الفلكية ذات الحسابات الفلكية المعقدة، والتقاويم التي تفسر الأحداث السماوية لاستخدامها في الطب واختيار أوقات زراعة المحاصيل، شائعة في إنجلترا الإليزابيثية. في عام 1597، صنع عالم الرياضيات والطبيب الإنجليزي توماس هود مجموعة من الأدوات الورقية التي استخدمت التراكبات الدوارة لمساعدة الطلاب على إيجاد العلاقات بين النجوم أو الأبراج الثابتة والسماء الوسطى والمنازل الفلكية الإثني عشر. وضحت أدوات هود أيضًا، لأغراض تدريسية، العلاقات المفترضة بين علامات البروج والكواكب وأجزاء توابع جسم الإنسان التي اعتقد أن الكواكب والعلامات تتحكمها بها. رغم أن عرض هود كان مبتكرًا، فإن معلوماته الفلكية كانت قياسية إلى حد كبير وكانت مأخوذة من قرص جيرارد مركاتور الفلكي المصنوع في 1551، أو من مصدر استخدمه مركاتور.
بلغ التنجيم الإنجليزي ذروته بحلول القرن السابع عشر. كان المنجمون منظّرين وباحثين ومهندسين اجتماعيين، بالإضافة إلى تقديمهم المشورة الفردية للجميع من الملوك إلى ما دون. بالإضافة إلى أمور أخرى، فقد تمكن المنجمون من تقديم المشورة حول أفضل وقت للقيام برحلة أو حصاد محصول، وشخّصوا الأمراض الجسدية أو العقلية ووصفوها، وتنبأوا بالكوارث الطبيعية. أدى ذلك إلى تعزيز نظام، فُهم أن كل شيء فيه -الناس والعالم والكون- مترابط، وتعايش التنجيم في سعادة مع الدين والسحر والعلم.

### فترة التنوير
تلاشى التأييد الفكري للتنجيم خلال عصر التنوير، مع بقاء متابعة شعبية فقط يدعمها رخص التقاويم. اتبع أحد مُترجمي التقاويم الإنجليز، ريتشارد سوندرز، روح العصر بطباعة كتابه خطاب حول بطلان التنجيم الساخر، وفي فرنسا، ذكر كتاب بيير بايلي القاموس لعام 1697 أن الموضوع كان صبيانيًا. استهزأ الأديب الساخر الأنجلو-أيرلندي جوناثان سويفت بالمنجم السياسي المنتمي لحزب الأحرار البريطاني جون بارتريدج.

### العصور الحديثة
شهد التنجيم إحياءً شعبيًا منذ القرن التاسع عشر، كجزء من الإحياء العام للروحية، وفلسفة العصر الجديد لاحقًا، ومن خلال تأثير وسائل الإعلام مثل أبراج الصحف. في أوائل القرن العشرين وضع الطبيب النفسي كارل جونغ بعض المفاهيم المتعلقة بالتنجيم، التي أدت إلى تطوير علم التنجيم النفسي.

يؤكد التعليم المسيحي للكنيسة الكاثوليكية أن العرافة، بما في ذلك التنجيم التنبئي، لا تتوافق مع المعتقدات الكاثوليكية الحديثة مثل الإرادة الحرة.
يجب رفض جميع أشكال العرافة: اللجوء إلى إبليس أو الشياطين، أو استحضار الموتى أو الممارسات الأخرى التي يفترض كذبًا أنها «تكشف» المستقبل. تخفي كل من استشارة الأبراج، والتنجيم، وقراءة الكف، وتفسير الطالع والقدر، وظاهرة الاستبصار واللجوء إلى الوسطاء، الرغبة في السيطرة على الوقت والتاريخ، ووفقًا للتحليل الأخير، البشر الآخرون، بالإضافة إلى الرغبة في جذب قوى خفية. إنها تتناقضون مع الشرف والاحترام والخوف المحب الذي ندين به لله وحده. - التعليم المسيحي للكنيسة الكاثوليكية.